# مرجوب (الملاح)

تعديل مصدري - تعديل

مرجوب هي إحدى قرى عزلة الملاح بمديرية الملاح التابعة لمحافظة لحج، بلغ تعداد سكانها 134 نسمة حسب تعداد اليمن لعام 2004.